# IC 4374
IC 4374 — эллиптическая спиральная галактика типа E-S0 в созвездии Гидра.
Этот объект входит в число перечисленных в оригинальной редакции «Нового общего каталога».